# Ik steek voor ons de kaarsen aan
Ik steek voor ons de kaarsen aan is een lied van de Nederlandse zanger André Hazes. Het werd in 1992 als single uitgebracht.

## Achtergrond
Ik steek voor ons de kaarsen aan is geschreven door André Hazes, Emile Hartkamp en Riny Schreijenberg en geproduceerd door John van de Ven en Jacques Verburgt. Het is een kerstlied dat past in het genre levenslied. In het nummer zingt de zanger over hoe hij uitkijkt naar het moment dat zijn geliefde thuiskomt tijdens kerst en hoe hij er een gezellige avond ervan wil maken. Het nummer werd op single uitgebracht met Slaap zacht op de B-kant. Dit lied werd geschreven door Hazes, Van de Ven en Verburgt en geproduceerd door Van de Ven en Verburgt. 

## Hitnoteringen
Hazes had bescheiden succes met het lied in Nederland. Het kwam tot de 82e plaats van de Nationale Top 100 en stond twee weken in deze hitlijst. De Nederlandse Top 40 werd niet bereikt; het kwam hier tot de zestiende plaats van de Tipparade. 